# Die neue Nase
Die neue Nase ist eine kurze, deutsche Stummfilmkomödie von und mit Ernst Lubitsch aus dem Jahr 1916.

## Handlung
Ernst ist auf Freiersfüßen und lässt sich daher von einem Heiratsvermittler beraten. Da ihm die Athletin Anna Muskel gut gefällt, die aber nur einen Mann mit einer so genannten Stulpnase möchte, lässt er sich dementsprechend operieren. Die neue Nase ist noch ein wenig wund und nicht verheilt, da eilt er bereits zu Anna. Die ist von seinem neuen Zinken begeistert und drückt Ernst fest an sich. Das tut der noch „weichen“ Nase gar nicht gut, und sie wird platt gedrückt. Ernst flieht und versucht zu retten, was zu retten ist. Dann wacht Ernst entsetzt auf: er hat dies alles nur geträumt.

## Produktionsnotizen
Die neue Nase gehört zu den unbekanntesten Filmen, die Lubitsch angefertigt hat. Der Einakter mit einer Länge von 308 Metern wurde im Herbst 1916 gedreht, passierte im November desselben Jahres die Zensur und erhielt Jugendverbot. Vermutlich wurde der gut 15-minütige Streifen gegen Ende des Jahres uraufgeführt. In Wien wurde der Kurzfilm am 15. Dezember 1916 vorgestellt und lief am 2. März 1917 an.

## Kritiken
In Paimann’s Filmlisten ist zu lesen: „Stoff und Humoristik recht gut.“